# EML Lembit
EML Lembit byla jedna ze dvou minonosných ponorek třídy Kalev, vyrobených pro Estonské námořnictvo. Ponorka byla spuštěna na vodu roku 1936 v loděnicích Vickers-Armstrong ve Velké Británii. Vyřazena ze služby byla 21. května 2011. Lembit je nejstarší a nejdéle sloužící ponorka na světě. Dnes jí lze najít v námořním museu v Talinnu.
Její sesterská loď Kalev se potopila v říjnu 1941.